# Rebecca (film)
Rebecca este un thriller psihologic regizat de către Alfred Hitchcock care a avut premiera în anul 1940. Filmul a câștigat Premiul Oscar pentru cel mai bun film.
A fost filmul cu care s-a deschis prima ediție a Festivalul Internațional de Film de la Berlin în 1951.

## Distribuție
- Laurence Olivier este Maxim de Winter
- Joan Fontaine este The Second Mrs. de Winter
- George Sanders este Jack Favell
- Judith Anderson este Mrs. Danvers
- Nigel Bruce este Major Giles Lacy
- Reginald Denny este Frank Crawley
- C. Aubrey Smith este Colonel Julyan
- Gladys Cooper este Beatrice Lacy
- Florence Bates este Mrs. Edythe Van Hopper
- Melville Cooper este Coroner
- Leo G. Carroll este Dr. Baker
- Leonard Carey este Ben
- Lumsden Hare este Tabbs
- Edward Fielding este Frith
- Forrester Harvey este Chalcroft
- Leyland Hodgson este Mullen
- Mary Williams este The Head Maid
- Keira Tate este The Parlour Maid
- Rose Trace este The Parlour Maid
- Sandra Phillip este The Parlour Maid
- Kelly Sanderton este The Parlour Maid
- Herietta Bodvon este The Housemaid

Hitchcock are o scurtă apariție (cameo) în apropiere de sfârșitul filmului; el este văzut, cu spatele la public, în apropiere de cabina telefonică în momentul în care Jack face un apel.

## Legături externe
Materiale media legate de Rebecca la Wikimedia Commons
- Rebecca în Catalogul Institutului American de Film
- Rebecca la AllRovi
- Rebecca la Rotten Tomatoes
- Rebecca la Internet Movie Database
- Rebecca la TCM Movie Database
- Criterion Collection essay by Robin Wood Arhivat în 11 iunie 2008, la Wayback Machine.
- Rebecca Eyegate Gallery Arhivat în 11 februarie 2012, la Wayback Machine.
- Rebecca trivia

Streaming-uri audio
- Rebecca on Screen Guild Theater: 31 mai 1943
- Rebecca on Lux Radio Theater: 6 noiembrie 1950